# Биишева, Зайнаб Абдулловна
Зайна́б Абду́лловна Бии́шева (баш. Зәйнәб Абдулла ҡыҙы Биишева; 2 [15] января 1908 года, деревня Туембетово (ныне — Кугарчинский район Башкортостана) —  умерла 24 августа 1996 (88 лет), (Уфа) — народный писатель Башкирской АССР (1990), прозаик, поэт, драматург, переводчик.

## Биография
Родилась 15 января 1908 года в башкирской деревне Туембетово в крестьянской семье. Родная сестра башкирского историка Акрама Биишева и общественной деятельницы Ляли Биишевой.
Окончила Оренбургский башкирский педагогический техникум (институт народного образования). После завершения обучения, в 1929—1931 годах — учительница в школе села Темясово Баймакского района. После окончания Уфимских курсов повышения квалификации (1931) — редактор Башкирского книжного издательства и журнала «Пионер» (в нём в 1930 г. был опубликован первый рассказ Зайнаб Биишевой «Среди водопадов»).
Первая книга «Мальчик-партизан» увидела свет в 1941 году. Член Союза писателей СССР с 1946 года. С 1953 — профессиональный писатель. В 1993 году присвоено звание «Народный писатель Башкортостана». Издано более 60 её книг на языках народов России и мира.
Зайнаб Биишева писала в разных жанрах. Её перу принадлежит несколько произведений для детей и юношества, в их числе пьеса «Дружба» и повесть «Будем друзьями», десятки стихов и сказок. Она выступает как тонкий лирик в стихотворной повести «Гульямал». Поэма «Последний монолог Салавата» (1984) посвящена раскрытию образа народного героя Салавата Юлаева. Драматические произведения «Волшебный курай» (1957), «Таинственный перстень» (1959), «Гульбадар» (1961), «Обет» (1966), «Зульхиза» (1981) с большим успехом шли не только на сцене Башкирского государственного академического театра драмы, но и на подмостках театров далеко за пределами республики.
Зайнаб Биишева плодотворно работала в жанрах повести, рассказа и сказа. К наиболее известным относятся «Канхылыу» (1949), «Странный человек» (1960), «Где ты, Гульниса?» (1962), «Думы, думы» (1963), «Любовь и ненависть» (1964). В них она поднимает философские проблемы взаимоотношения личности и общества, создаёт яркие образы женщин-башкирок. Самое значительное произведение Зайнаб Абдулловны — трилогия «К свету», включающая в себя романы «Униженные» (1956—1959), «У Большого Ика» (1965—1967), «Емеш» (1967—1969).
На башкирский язык ею переведены «Тарас Бульба» Н. Гоголя, «Бежин луг» И. Тургенева, «Тимур и его команда» А. Гайдара, «Дорогие мои мальчишки» Л. Кассиля, рассказы А. Толстого, С.Аксакова, А. Чехова, М. Горького.
Избиралась членом правления Союза писателей Республики Башкортостан, делегатом многих съездов писателей Российской Федерации и СССР. Награждена тремя орденами «Знак Почёта». Лауреат Государственной республиканской премии имени Салавата Юлаева (1968) «за романы „Униженные“ и „Пробуждение“».
Похоронена на Мусульманском кладбище в Уфе.

## Трилогия «К свету» («История одной жизни»)
Трилогия (1956―1970) ― итог долголетнего творческого труда и глубоких раздумий «о времени, о жизни». В романах, вошедших в неё, автор показала себя «мастером эпического охвата действительности» (А. Журавлёва). В центре произведений ― судьба башкирского народа в напряжённые, переломные моменты истории. Их действие охватывает годы перед Первой мировой войной, события гражданской войны, коллективизации.
Главной героиней трилогии, объединяющей основные сюжетные линии, является Гульемеш (Емеш), чьё имя в переводе с башкирского означает «шиповник» («ягода»). В этом образе бесспорно заключены автобиографические черты, но в то же время З. Биишева сумела показать в нём типичные черты башкирских женщин, их мужество, стойкость, силу духа, поэтичность. Также большое место в романах отводится изображению мира детства, формированию характеров.
Много испытаний выпало на долю Емеш: смерть матери, жизнь в доме жестокой мачехи, гибель отца и старшей сестры Янеш. Но это не согнуло героиню. С первых страниц романа она проявляет непокорность ударам судьбы, жизнестойкость. Воспитанная на произведениях народного творчества, Емеш любит природу, тонко чувствует слово, красоту народной музыки. Став студенткой, она с головой уходит в занятия, общественную работу, чтение книг, собственное творчество. Любимая героиня Биишевой живёт насыщенной эмоциональной жизнью.
В первом романе трилогии («Униженные») изображается жизнь башкирской деревни дореволюционного периода. На первом плане здесь тема маленького, социально ущемленного человека. Как отмечает исследователь Р. Баимов, «эпическая раскованность повествования дает возможность широко показать в романе быт и нравы, социальные и интимно-семейные отношения, традиции и новые общественные веяния».
Логическим продолжением «Униженных» является роман «У Большого Ика» (башкирский вариант называется «Пробуждение»). Он имеет черты историко-революционного произведения. При этом Зайнаб Биишева основное своё внимание останавливает на событиях, происходящих в обычной башкирской деревне, а не в рядах красных и белых. История просматривается здесь через крестьянскую психологию и быт.
Роман «Емеш» посвящён юности главной героини. Действие значительной части произведения переносится в Оренбург. В произведении отражаются бурные события 20―30―х годов, присутствует определённая идеализация эпохи.

## Память

Памятник Зайнаб Биишевой в Уфе

В 1992 году Государственной киностудией «Башкортостан» был снят документальный фильм «Зайнаб Биишева» (сценарий, режиссура — А. Абдразаков). В 2008 — документально-постановочный фильм «Наша Зайнаб», посвящённый столетию великой башкирской писательницы (сценарий, режиссура — А. Абдразаков). В картине использованы архивные записи интервью с героиней. С помощью уникальных лент прошлого века было воссоздано время Биишевой. Режиссёр расширил жанр документальной ленты, включив в неё постановочные сцены из произведений писательницы.
Имя Зайнаб Биишевой носят:
- благотворительный фонд развития просвещения и искусства имени Зайнаб Биишевой;
- издательство «Китап» — крупнейшее в Республике Башкортостан;
- улица в г. Уфе;
- улица в д. Ключи Снежинского городского округа;
- Стерлитамакская государственная педагогическая академия;
- общеобразовательная школа в селе Мраково;
- Башкирская гимназия № 140 в г. Уфа;
- премия в Кугарчинском районе (в годовщину столетнего юбилея Биишевой награды удостоились профессора, писатели и учителя башкирского языка).

Действует Дом-музей Зайнаб Биишевой в ее родной деревне Туембетово Кугарчинского района Башкортостана.
14 октября 2016 года в Уфе был открыт памятник Зайнаб Биишевой.